# Ministère de la Cabale
 (décembre 2024).
Si vous disposez d'ouvrages ou d'articles de référence ou si vous connaissez des sites web de qualité traitant du thème abordé ici, merci de compléter l'article en donnant les références utiles à sa vérifiabilité et en les liant à la section « Notes et références ».
Le ministère de la Cabale était un conseil privé qu'avait formé Charles II, roi d'Angleterre, et qui pendant cinq ans (1669-1674) exerça une influence notable sur les affaires du pays.
On le nomma ainsi parce qu'il était composé de cinq personnes dont les initiales réunies formaient le mot anglais CABAL (c-à-d. Cabale), à savoir :
- C : Thomas Clifford, 1er baron Clifford de Chudleigh, de tendance catholique
- A : Anthony Ashley-Cooper, 1er comte de Shaftesbury, ancien partisan de Cromwell rallié
- B : George Villiers, 2e duc de Buckingham, ami d'enfance du roi
- A : Henry Bennet, 1er comte d'Arlington, royaliste de longue date
- L : John Maitland, 1er duc de Lauderdale, écossais presbytérien.

Proches de ce noyau parmi les autres conseillers du roi, figurent également George Monck duc d'Albemarle, Thomas Osborne, William Coventry (en), Orlando Bridgeman et naturellement le duc d'York.
Ce Ministère est constitué après la chute du lord chancelier Edward Hyde et durera jusqu'au Test Act qui signera la démission de Clifford et du duc d'York. Le terme de Cabal est inapproprié car il ne s'agit pas d'un groupe soudé guidé par des mobiles mystérieux, mais de personnalités rivales que seule la confiance du roi maintien au sein du Conseil.
Sous ce ministère, la Triple-Alliance conclue entre l'Angleterre, les Provinces-Unies et la Suède contre la France fut rompue et le roi d'Angleterre fut soudoyé par Louis XIV, qui avait approché Charles II d'Angleterre par le biais du traité de Douvres.

## Membres

Membres du ministère de la Cabale
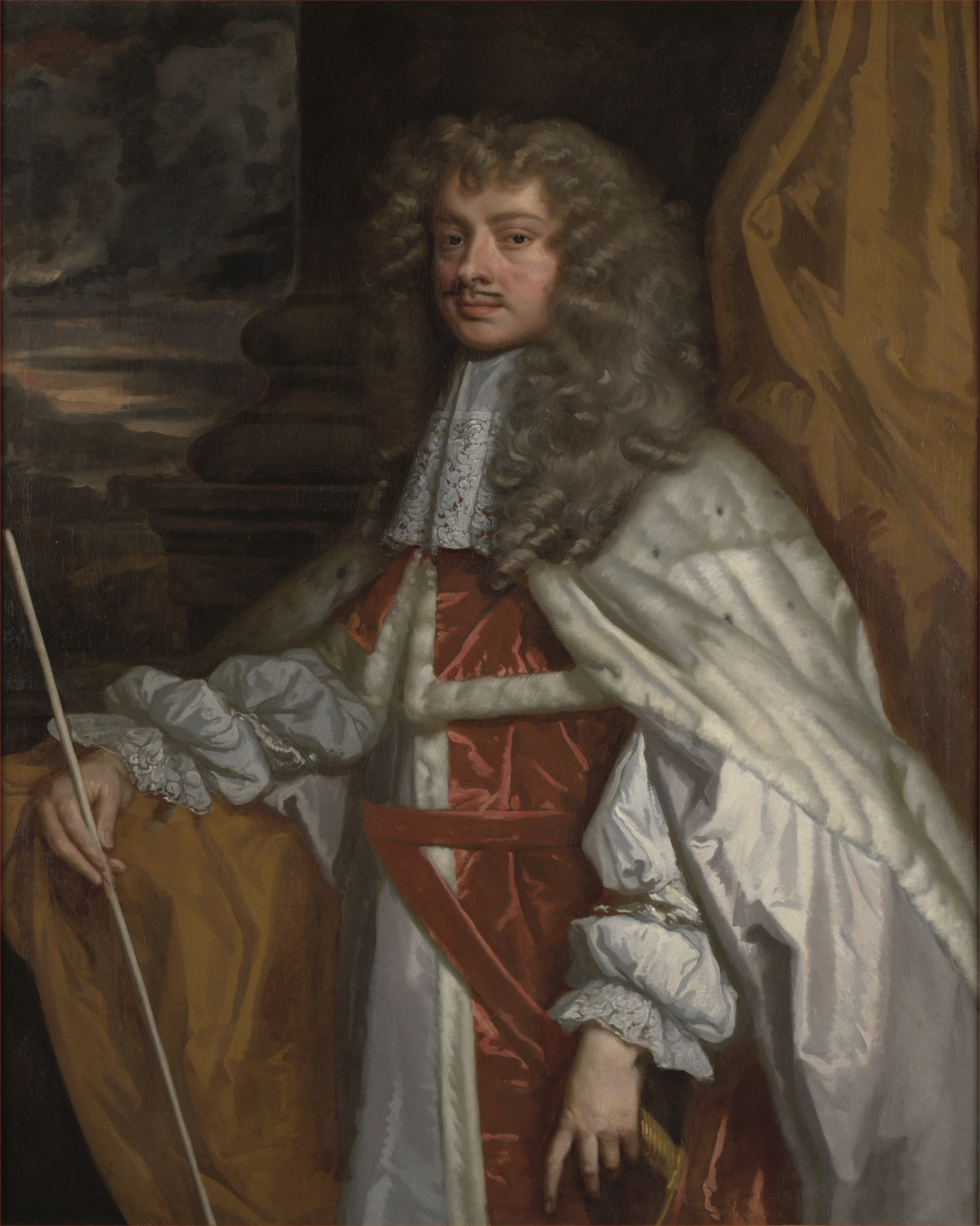
C : Thomas Clifford, 1er baron Clifford de Chudleigh (1630-1673).
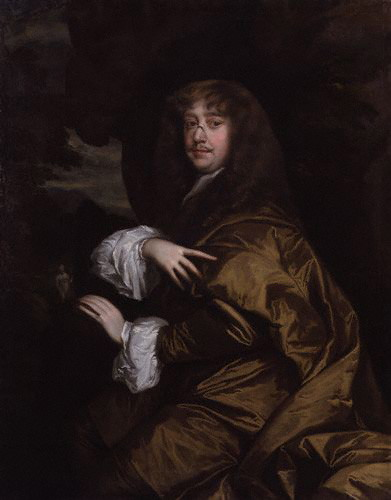
A : Henry Bennet, 1er comte d'Arlington (1618-1685).
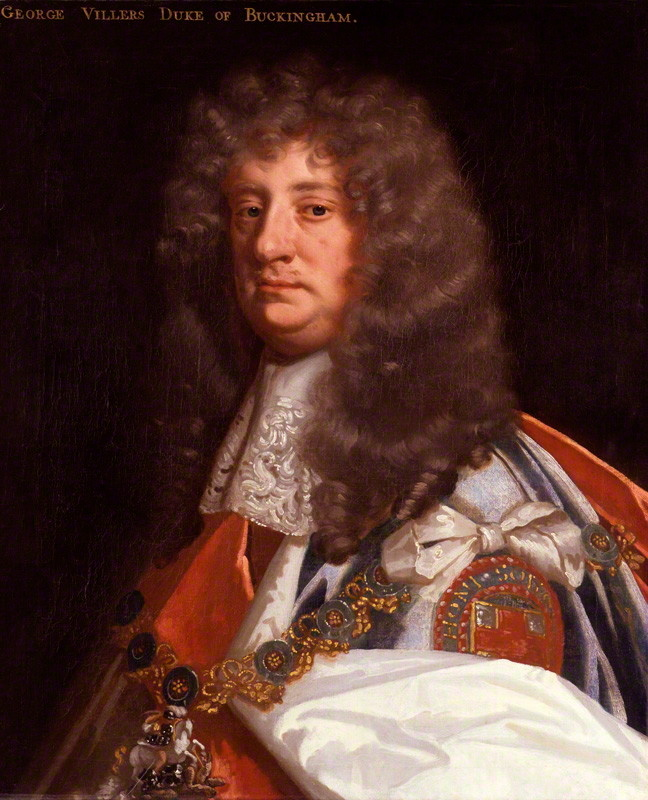
B : George Villiers, 2nd Duke of Buckingham (1628-1687).
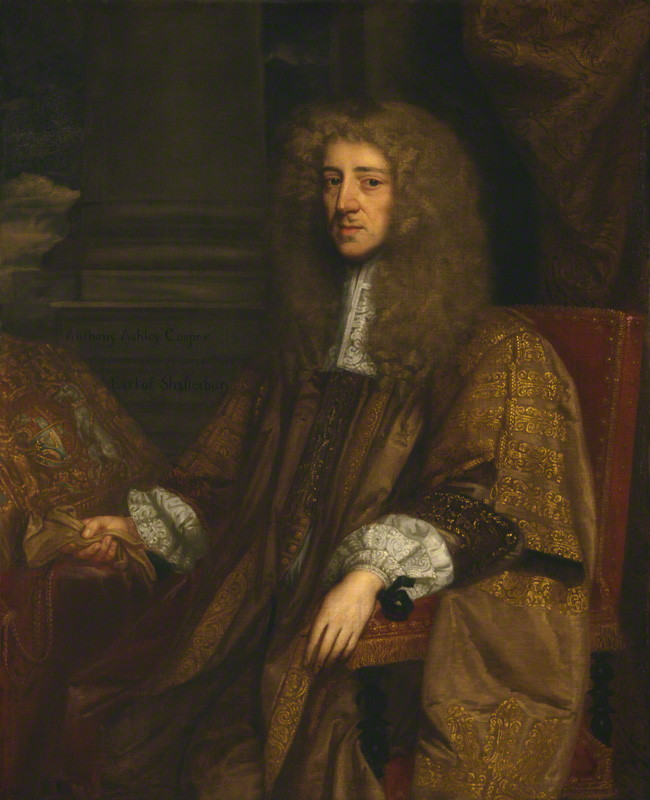
A : Anthony Ashley Cooper, 1st Baron Ashley of Wimborne St Giles (1621-1683).
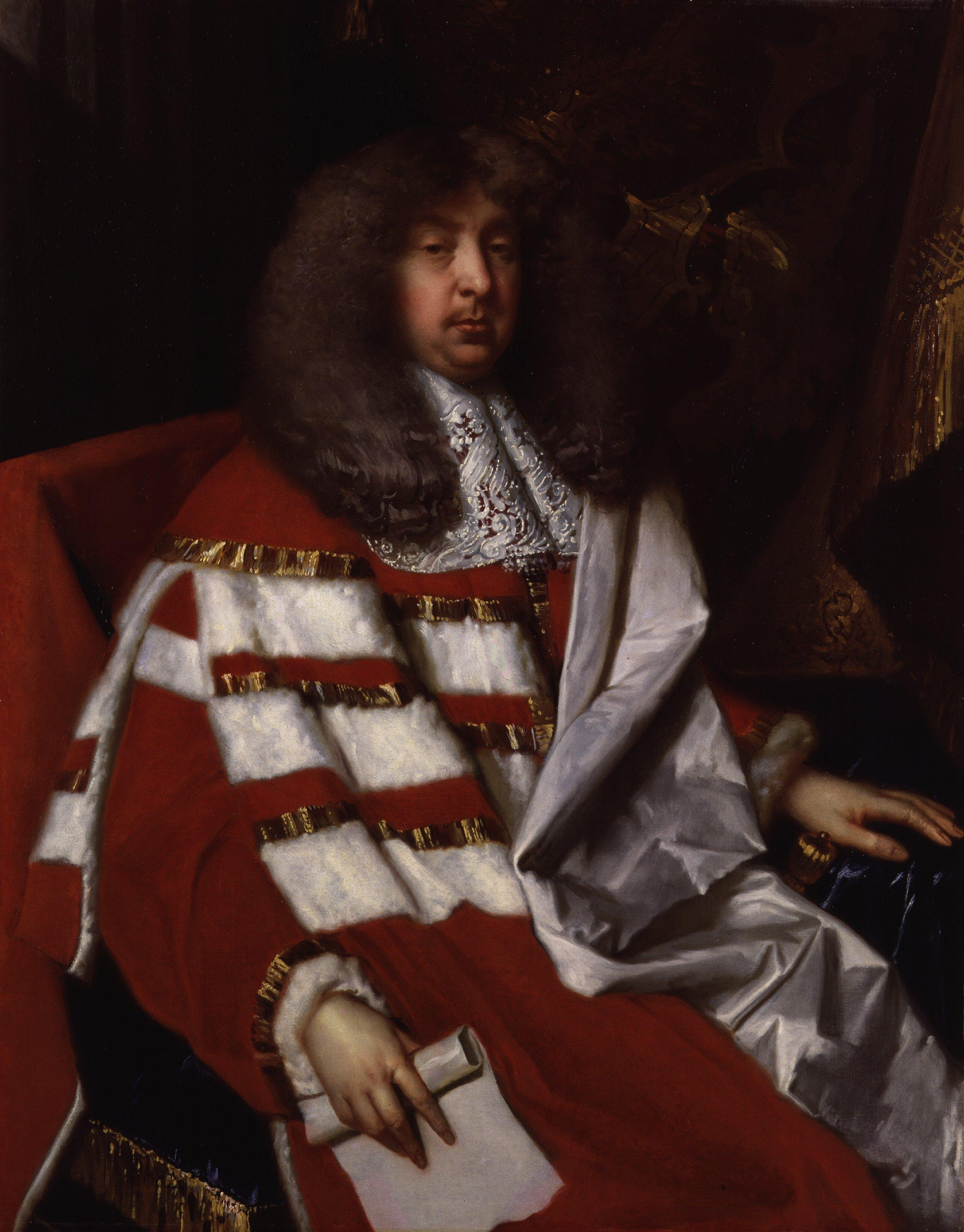
L : John Maitland, 1er duc de Lauderdale (1616-1682).